# Oktiabrskoje (obwód tomski)
Oktiabrskoje (ros. Октябрьское) – wieś (sieło) w Rosji, w obwodzie tomskim, w rejonie tomskim. W 2010 liczyła 2103 mieszkańców.